# ダヴィド・フィリップ
ダヴィド・レンナート・フィリップ（David Lennart Philipp、2000年4月10日 - ）は、ドイツ・ハンブルク出身のサッカー選手。FCヴィクトリア・ケルン所属。ポジションはFWまたはMF。

## 経歴
2014年にハンブルクを拠点とするHEBCからヴェルダー・ブレーメンの下部組織に移った。フィリップ自身初のシニアシーズンとなった2019-20シーズンはレギオナルリーガで18試合7得点を記録した。
2020年9月、ADOデン・ハーグに1シーズンと買い取りオプション付きの契約でレンタルされた。10月20日のVVVフェンロー戦でデビューすると80分にいきなりゴールを決めた。